# Germanisches Nationalmuseum
Germanisches Nationalmuseum je muzeum v německém městě Norimberk ve Francích. Založeno bylo v roce 1852, pod názvem Germanisches Museum, především zásluhou barona Hanse von und zu Aufseß. Shromažďuje rozsáhlou sbírku artefaktů vztahujících se k německé kultuře a dějinám, od artefaktů prehistorických až po současné, celkem přes 1,3 milionu objektů, z nichž asi 25 000 je vystaveno. Jde o největší muzeum kulturní historie v celém Německu. K nejcennějším shromážděným exemplářům patří Codex Aureus z Echternachu, iluminovaný evangeliář z let 1030–1050, nebo Behaimův glóbus (Erdapfel), nejstarší dochovaný zemský glóbus na světě, který Martin Behaim (možná rodák z Českého Krumlova) vytvořil na žádost městské rady Norimberka v letech 1492-1493. Z uměleckých děl muzeum vlastní řadu obrazů Tilmana Riemenschneidera či Albrechta Dürera. Zvláštní expozice jsou věnované módě, lékařství či hračkám. Muzeum je veřejnoprávní institucí (od roku 1921) podporovanou německou spolkovou vládou, bavorskou vládou i městem Norimberk. Spravuje sbírky též na Norimberském hradě a na zámečku Neunhof.